# Territorial Enterprise
El Territorial Enterprise, fundado por William Jernegan y Alfred James el 18 de diciembre de 1858, era un periódico publicado en Virginia City, Nevada. Gran parte de su interés histórico reside en su relación con la época de máximo esplendor de las minas de plata de la veta Comstock, cuando se formaron entre sus redactores figuras destacadas de la literatura estadounidense como Mark Twain. 

## Historia
Impreso en sus dos primeros años de vida en Genoa, los nuevos propietarios, Jonathan Williams y J. B. Woolard, trasladaron la imprenta a Carson City, la capital del territorio, en 1859. El periódico volvió a cambiar de manos al año siguiente; y Joseph T. Goodman y Dennis E. McCarthy lo trasladaron nuevamente, esta vez a Virginia City, en 1860. Joseph T. Goodman fue propietario y editor en la década de 1860, siendo sucedido por William Sharon, que contrató a Rollin Daggett como editor administrativo en 1874. Charles Carroll Goodwin se unió al personal en 1873, y fue editor en jefe de 1875 a 1780, antes de pasar al The Salt Lake Tribune.

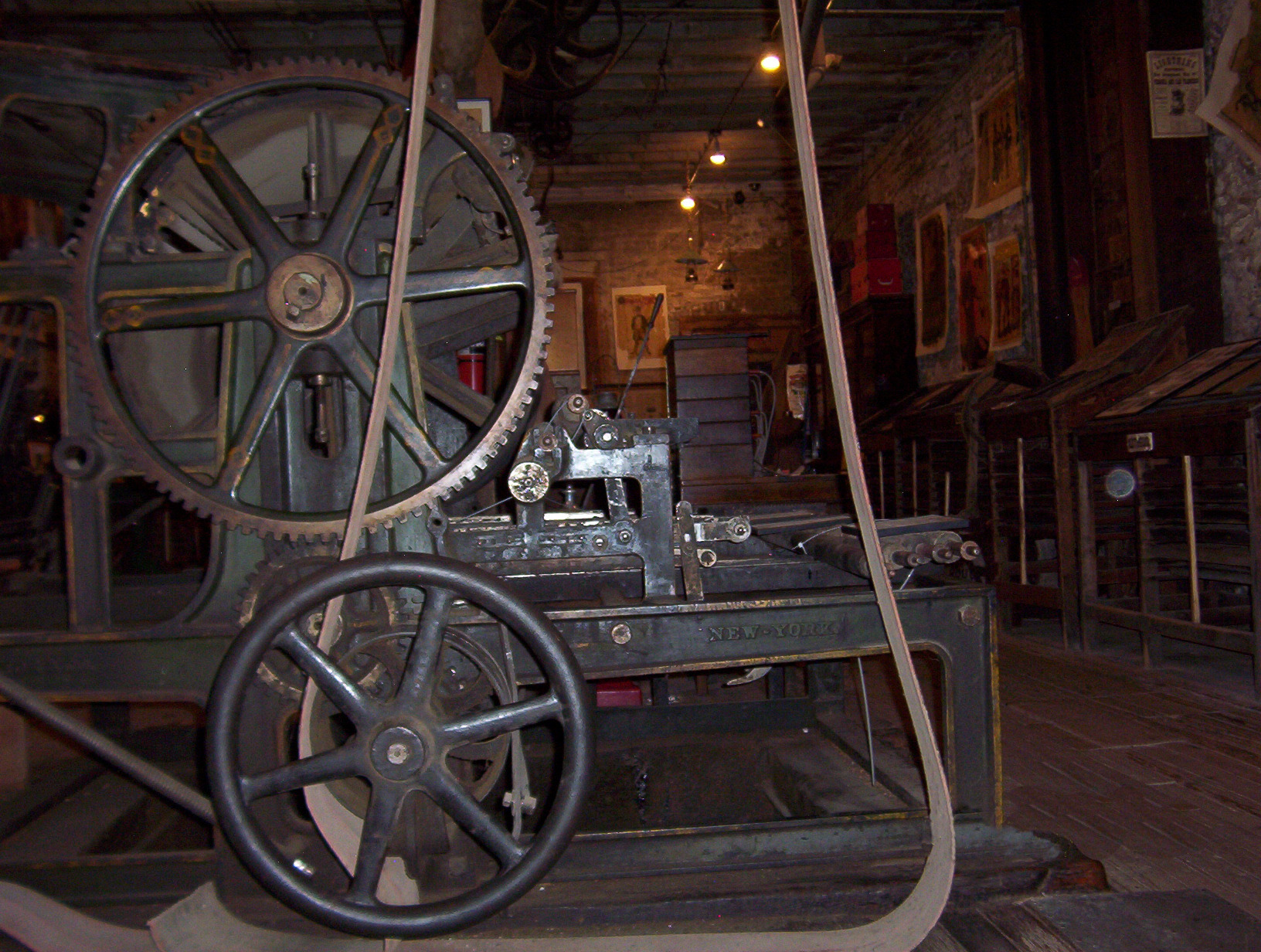
Antigua imprenta alimentada por un sistema de poleas elevadas en el Museo dedicado a Mark Twain en el Territorial Enterprise, Virginia City, Nevada

El conocido autor Mark Twain trabajó para el periódico durante la década de 1860 junto con el escritor Dan DeQuille. El joven Sam Clemens fue contratado para cubrir a DeQuille, quien se había tomado una temporada libre para visitar a su familia en Iowa. Más tarde, Mark Twain y Dan DeQuille, amigos por el resto de sus vidas, compartieron una habitación en el 25 de North B St. en Virginia City, a pocos pasos de las oficinas del Enterprise.
El noticiario fue revivido en 1946 por Helen Crawford Dorst, y posteriormente fue comprado y mantenido por el escritor, periodista e historiador del ferrocarril Lucius Beebe y por su compañero y coautor Charles Clegg el 2 de mayo de 1952. Clegg y Beebe a su vez vendieron el Territorial Enterprise en 1961.

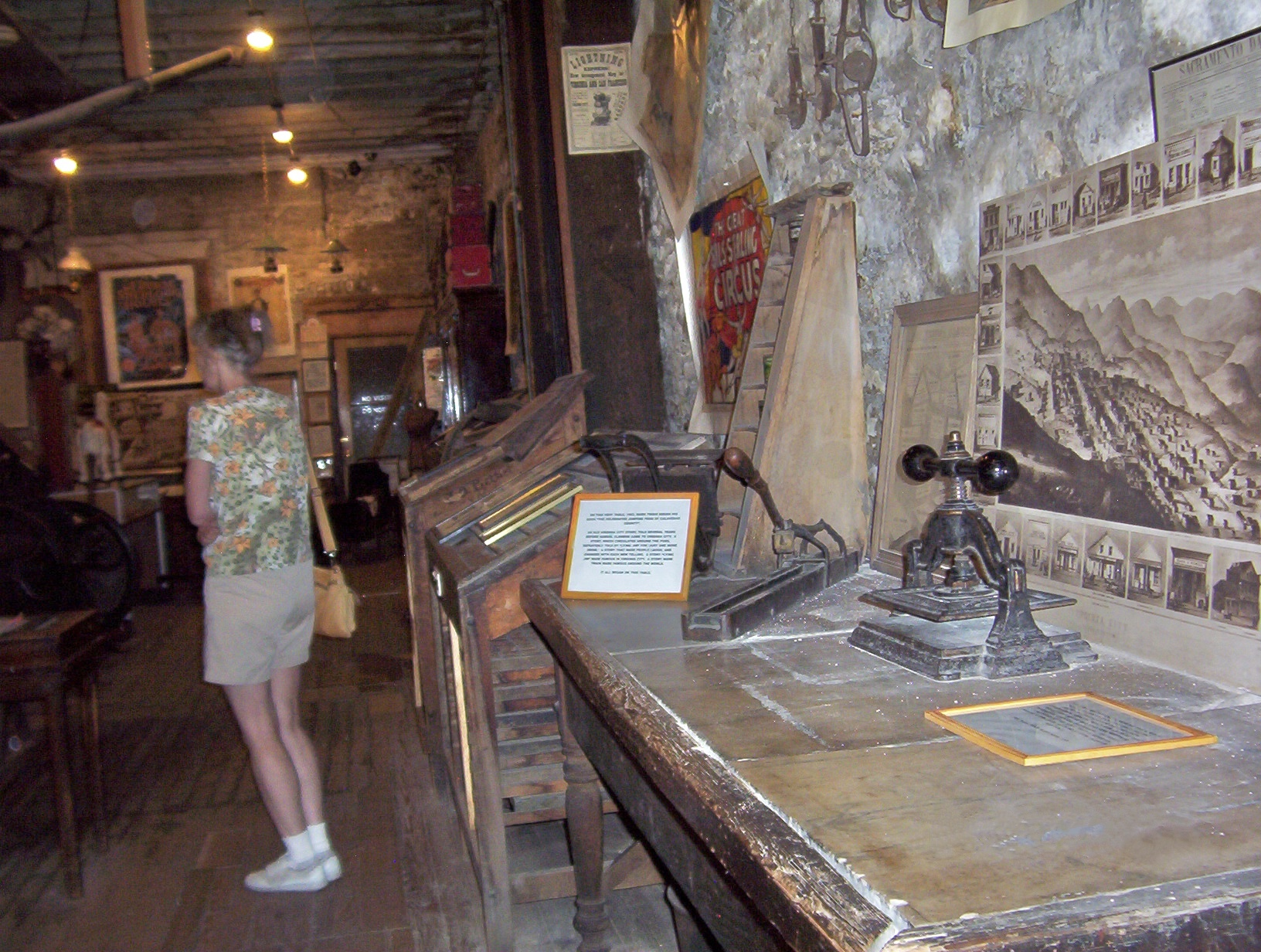
Mesa de composición en el Museo Mark Twain, Territorial Enterprise Virginia City, Nevada

## Series de televisión
- En 1959, la serie de la NBC Bonanza, ambientado en Nevada, emitió el episodio "Enter Mark Twain", con Howard Duff en el papel del joven autor que empezaba a trabajar en el Territorial Enterprise de la Ciudad de Virginia.[6]
- El periódico también fue mencionado en la serie State Trooper, en un episodio de 1959 titulado "Silver Spiral".[7]

## Años posterioes
Thomas Muzzio, presidente desde 2011 de la Fundación Histórica y Educativa Territorial Enterprise, se encargó de mantener       un sitio web dedicado a preservar el legado del periódico y la historia del periodismo en el Oeste.

### Museo Mark Twain

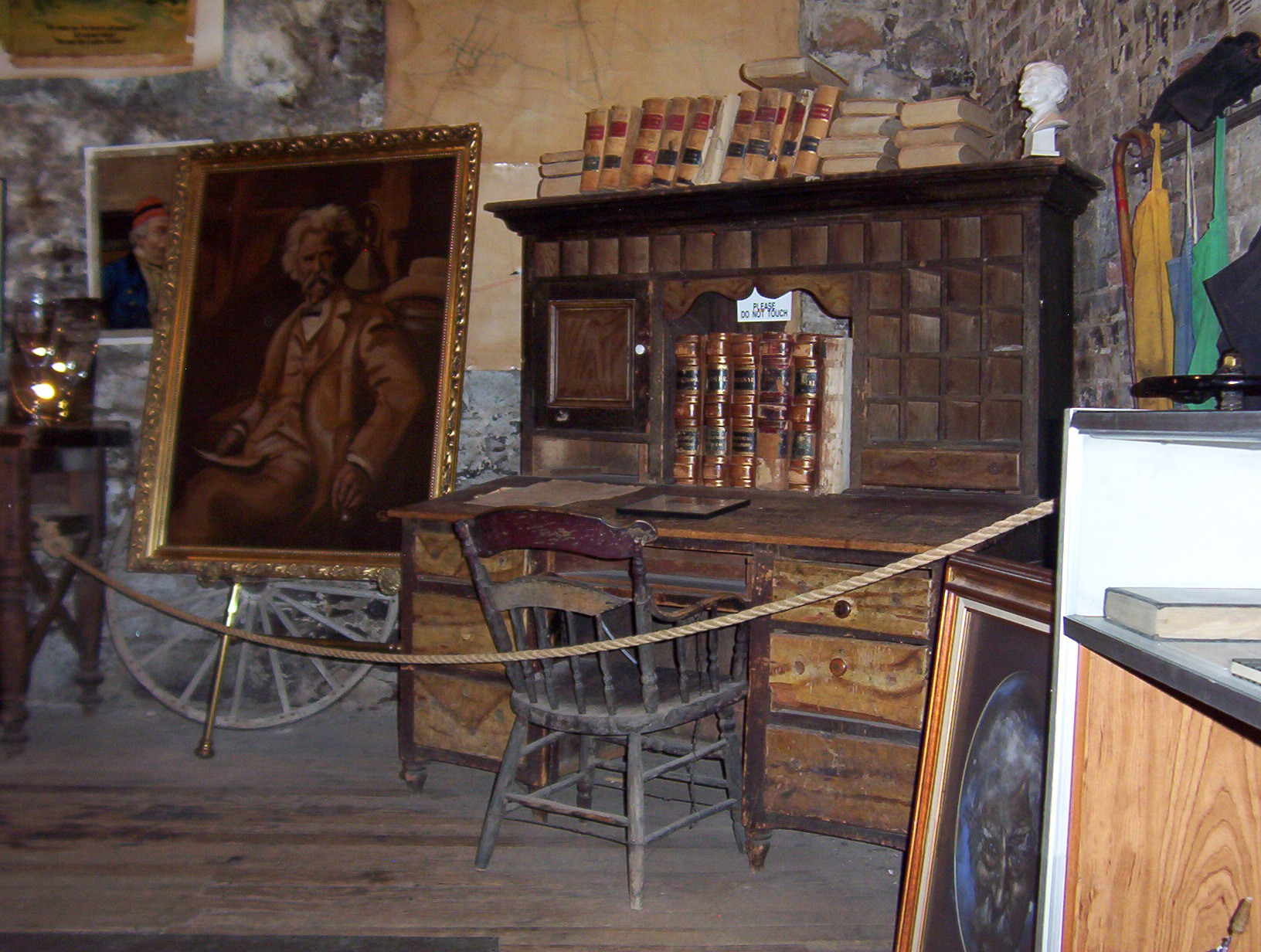
Escritorio de Mark Twain cuando era editor del Territorial Enterprise

El Mark Twain Museum en el Territorial Enterprise, es una entidad separada de la anterior, que gestiona un museo habilitado en el edificio original del periódico en Virginia City, Nevada. El museo muestra el escritorio original utilizado por Mark Twain cuando era editor del periódico. Otros objetos exhibidos incluyen prensas y una linotipia antiguas, una prensa de prueba, mesas de composición de piedra (en una de las cuales Mark Twain y otros empleados acostumbraban a dormir) y varias otras antigüedades.